# Сражение на Шеленге
Сражение на Шеленге — сражение, часть Московско-новгородской войны 1471 года. Битва произошла 27 июля 1471 года у реки Шиленьги (правый приток Северной Двины). Московское войско одержало победу над втрое превосходившими их по численности новгородцами.
На протяжении XV века московские войска несколько раз вторгались в Двинскую землю. К 1462 году Важская область была уже московской. После поражения Новгородской республики в Шелонской битве 14 июля 1471 года, где ими руководил сын Марфы Посадницы Дмитрий Борецкий, они в этом же году потерпели поражение и в битве у Шиленьги.
После окончания Московско-новгородской войны 1471 года был заключён Коростынский мир между Иваном III и Новгородской республикой, по которому под власть Москвы перешли владения на Северной Двине, вплоть до устья: Емецк, Мехреньга, Ваймуга, Колмогоры, Подрядин погост, Чухчерема, Великая Курья, Кехта, Соломбала и другие.
Остальная часть Двинской земли стала московской лишь после падения Новгородской республики в 1478 году.